# Euromasters
Die Euromasters sind ein niederländischer Gabber-Act.
Sie veröffentlichten 1992 ihre Debüt-Single Amsterdam waar lech dat dan? (Amsterdam, wo liegt das denn?) auf Paul Elstaks Label Rotterdam Records und einigen anderen Labels. Diese Platte, die vor allem in der Gabberszene große Beachtung fand, machte Gabber erst bekannt.
Das Album-Cover der Platte zeigt den Rotterdamer Euromast beim Urinieren auf Amsterdam und soll die Auseinandersetzung zwischen den Fußballclubs Ajax Amsterdam und Feyenoord Rotterdam versinnbildlichen.

## Diskografie
Singles
- 1992: Amsterdam Waar Lech Dat Dan? (Rotterdam Records)
- 1992: Alles Naar De Klote!!! (Rotterdam Records)
- 1993: Oranje Boven (Rotterdam Records)
- 1994: Hardscore (Rotterdam Records)
- 1994: Happyness / Nelly the Elephant (Split mit DJ Obsession)
- Neuken In De Keuken (Noiken In De Koiken)
- A Message from Hell
- Rotterdam Ech Wel
- Everybody Clap Your Hands

Kompilationen
- 2009: Keiharde Hardcore Klappurs!! (Mid-Town Records)